# Neo soul
Neo soul – gatunek muzyki rozrywkowej wywodzący się z soulu, powstały na początku lat 90. XX wieku w Stanach Zjednoczonych. Odnawia on tradycje muzyki soul spod znaku Arethy Franklin, Ala Greena i Curtisa Mayfielda, wspierając się także instrumentami elektronicznymi i silnym wpływem hip hopu oraz muzyki afrykańskiej. Neo soul wyróżnia się silną indywidualnością twórców i dużą obecnością kobiet, a także Afroamerykanów. Nazwę stworzył Kedar Massenburg dla artystów, których muzykę produkował. Sami twórcy odnosili się do nazwy raczej ambiwalentnie.

## Niektórzy wykonawcy
Erykah Badu, Maxwell, D'Angelo, Jill Scott, John Legend, Joss Stone, India.Arie, Macy Gray, Cee-Lo Green, The Roots, Frank Ocean, Lauryn Hill, Anthony Hamilton, Bilal